# Colossobolus pseudoaculeatus
Espèce
Statut de conservation UICN

 CR B1ab(i,ii,iii,v) : 
En danger critique
Colossobolus pseudoaculeatus est une espèce de mille-pattes de la famille des Pachybolidae endémique de Madagascar.

## Répartition et habitat
Cette espèce n'a été observée que dans la réserve spéciale de la Forêt d'Ambre dans le nord de Madagascar. Elle vit dans la forêt tropicale sèche.